# Contea di Bourbon (Kansas)
La contea di Bourbon in inglese Bourbon County è una contea dello Stato del Kansas, negli Stati Uniti. La popolazione al censimento del 2000 era di 15 379 abitanti. Il capoluogo di contea è Fort Scott.